# Arrild Sogn
Arrild Sogn er et sogn i Tønder Provsti (Ribe Stift).
Arrild Sogn hørte til Hviding Herred i Tønder Amt. Arrild sognekommune blev ved kommunalreformen i 1970 indlemmet i Nørre-Rangstrup Kommune, der ved strukturreformen i 2007 indgik i Tønder Kommune.
I Arrild Sogn ligger Arrild Kirke. Sognet hørte indtil 2007 til Tørninglen Provsti, og kirken har det karakteristiske Tørninglen-spir, der er rejst over 4 trekantgavle.
I sognet findes følgende autoriserede stednavne:
- Arrild (bebyggelse, ejerlav)
- Bjørnkær (bebyggelse)
- Fiskholm (bebyggelse)
- Højbjerg (bebyggelse)
- Hønning (bebyggelse, ejerlav)
- Lindet (bebyggelse)
- Roost (bebyggelse, ejerlav)
- Roost Vestermark (bebyggelse)
- Rugbjerg (landbrugsejendom)
- Skikkildmund (bebyggelse)
- Skovlund (bebyggelse)
- Svinhøj (bebyggelse)
- Vestergård (bebyggelse)
- Øbjerg (bebyggelse)

## Afstemningsresultat
Folkeafstemningen ved Genforeningen i 1920 gav i Arrild Sogn 382 stemmer for Danmark, 72 for Tyskland. Af vælgerne var 91 tilrejst fra Danmark, 15 fra Tyskland. 